# Archaeoglobi
Classe
Classification phylogénétique
- Classe : Archaeoglobi
  - Ordre : Archaeoglobales
    - Famille : Archaeoglobaceae
      - Genre : Archaeoglobus
      - Genre : Ferroglobus
      - Genre : Geoglobus

Archaeoglobi est une classe d'archées de l'embranchement des Euryarchaeota.